# Пшибылко, Кацпер
Кацпер Пшибылко (пол. Kacper Przybyłko; 25 марта 1993, Билефельд, Северный Рейн-Вестфалия, Германия) — польский футболист, нападающий клуба «Лугано».

## Биография

### Клубная карьера
Пшибылко — воспитанник клуба «Арминия Билефельд». В сезоне 2011/12 начал привлекаться к матчам «Арминии Билефельд II», забив 15 мячей в 13 матчах Эн-эр-ви-лиги, пятого дивизиона Германии. За первую команду «Арминии Билефельд» в Третьей лиге дебютировал 1 октября 2011 года в матче против «Хайденхайма».
31 января 2012 года Пшибылко присоединился к резервной команде «Кёльна». После того как в сезоне 2011/12 за «Кёльн II» в Региональной лиге «Запад» забил 10 мячей в 17 матчах, летом 2012 года был переведён в основную команду «Кёльна». Дебютировал за «Кёльн» 18 августа 2012 года в матче Кубка Германии против «Унтерхахинга». Во Второй Бундеслиге дебютировал 31 августа 2012 года в матче против «Энерги Котбус». В январе 2013 года в контрольном матче с «Дуйсбургом» сломал локоть левой руки. 14 апреля 2013 года в матче против «Алена» забил свой первый гол за «Кёльн». 19 мая 2013 года в матче «Кёльна II» против «Боруссии Мёнхенгладбах II» был удалён с поля за оскорблении судьи, после чего был дисквалифицирован Немецким футбольным союзом на три матча во всех турнирах. 6 января 2014 года Пшибылко вернулся в «Арминию Билефельд», отправившись в аренду до конца сезона 2013/14. 9 февраля 2014 года в матче против «Санкт-Паули» забил свои первые голы за «Арминию Билефельд», оформив дубль.
27 мая 2014 года Пшибылко присоединился к клубу «Гройтер Фюрт», подписав трёхлетний контракт до 2017 года. Свой дебют за «Фюрт», 2 августа 2014 года в матче стартового тура сезона 2014/15 против «Бохума», отметил голом.
4 июля 2015 года Пшибылко перешёл в «Кайзерслаутерн», подписав контракт до 2018 года. Забил два гола в своём дебютном матче за «красных дьяволов», 24 июля 2015 года в стартовом туре сезона 2015/16 в ворота «Дуйсбурга». 29 апреля 2016 года в матче против «Франкфурта» получил перелом плюсневой кости, от которого восстанавливался почти два года. Набирал игровые кондиции после травмы, выступая за «Кайзерслаутерн II» в Оберлиге Рейнланд-Пфальц/Саар.
Летом 2018 года, покинув «Кайзерслаутерн» в связи с истечением контракта, проходил просмотры в «Эрцгебирге Ауэ», английском «Сандерленде» и «Магдебурге».
16 сентября 2018 года Пшибылко присоединился к клубу MLS «Филадельфия Юнион», подписав контракт на оставшуюся часть сезона 2018 с опцией продления на сезон 2019. Несмотря на то, что он не выступал за «Юнион» в сезоне 2018 из-за травмы, клуб активировал опцию на сезон 2019. Перед началом сезона 2019 Пшибылко был заявлен в фарм-клуб «Филадельфии Юнион» в Чемпионшипе ЮСЛ — «Бетлехем Стил». Дебют за «Стил», 10 марта 2019 года в матче стартового тура сезона против «Бирмингем Легион», отметил голом. 13 апреля 2019 года в матче против «Чарлстон Бэттери» сделал дубль, за что был включён в символическую сборную недели Чемпионшипа ЮСЛ. За «Юнион» Пшибылко дебютировал 20 апреля 2019 года в матче против «Монреаль Импакт». 27 апреля 2019 года в матче против «Ванкувер Уайткэпс» забил свой первый гол за «Юнион». 29 августа 2019 года клуб продлил контракт с ним на сезон 2021. Сезон 2019 он завершил в качестве лучшего бомбардира «Юнион» с 15 голами. 28 февраля 2020 года «Филадельфия Юнион» продлила контракт с Пшибылко до конца сезона 2023. В двух матчах в конце августа 2020 года он забил три мяча и отдал одну результативную передачу, за что был назван игроком недели в MLS. Пшибылко стал лучшим бомбардиром Лиги чемпионов КОНКАКАФ 2021 с пятью голами и был включён в символическую сборную турнира.
22 января 2022 года Пшибылко был продан в «Чикаго Файр» за $1,15 млн в общих распределительных средствах. За «Файр» дебютировал 26 февраля 2022 года в матче стартового тура сезона против «Интер Майами». 19 марта 2022 года в матче против «Спортинга Канзас-Сити» забил свои первые голы за «Файр», сделав дубль.
16 февраля 2024 года Пшибылко перешёл в клуб швейцарской Суперлиги «Лугано», подписав полуторагодичный контракт до 30 июня 2025 года. За «Лугано» дебютировал 28 февраля 2024 года в матче Кубка Швейцарии против «Базеля», выйдя на замену в конце второго экстра-тайма вместо Хаджа Махмуда. Свой дебют в Суперлиге, 30 марта 2024 года в матче против «Стад Лозанна Уши», отметил голом.

### Международная карьера
Пшибылко выступал за юношеские и молодёжные сборные Польши, пройдя путь от сборной до 15 лет до сборной до 21 года.

### Личная жизнь
Кацпер Пшибылко родился в Билефельде в спортивной семье польского происхождения. Его отец Мариуш сам играл в футбол. Его мать Виолетта была легкоатлеткой. Его брат-близнец Якуб также стал футболистом. Его старший брат Матеуш — прыгун в высоту, представляющий Германию на международных соревнованиях.
1 апреля 2020 года, после того как сезон MLS был приостановлен из-за пандемии COVID-19, «Филадельфия Юнион» объявила о первом положительном результате теста на коронавирус у игрока клуба без упоминания его личности. 13 мая Пшибылко сообщил в социальных сетях, что именно он является тем игроком, о котором шла речь, но теперь он вылечен.

## Достижения
Командные
 «Кайзерслаутерн»
- Чемпион Второй Бундеслиги: 2013/14

 «Филадельфия Юнион»
- Победитель регулярного чемпионата MLS: 2020

Индивидуальные
- Лучший бомбардир Лиги чемпионов КОНКАКАФ: 2021 (5 голов)
- Член символической сборной Лиги чемпионов КОНКАКАФ: 2021

## Статистика выступлений
| Выступление          | Выступление                   | Выступление      | Лига | Лига | Кубок | Кубок | Континент | Континент | Прочие | Прочие | Итого | Итого |
| Клуб                 | Лига                          | Сезон            | Игры | Голы | Игры  | Голы  | Игры      | Голы      | Игры   | Голы   | Игры  | Голы  |
| -------------------- | ----------------------------- | ---------------- | ---- | ---- | ----- | ----- | --------- | --------- | ------ | ------ | ----- | ----- |
| Арминия Билефельд II | Эн-эр-ви-лига                 | 2011/12          | 13   | 15   | —     | —     | —         | —         | —      | —      | 13    | 15    |
| Арминия Билефельд    | 3-я лига                      | 2011/12          | 2    | 0    | —     | —     | —         | —         | —      | —      | 2     | 0     |
| Кёльн II             | Региональная лига «Запад»     | 2011/12          | 17   | 10   | —     | —     | —         | —         | —      | —      | 17    | 10    |
| Кёльн II             | Региональная лига «Запад»     | 2012/13          | 20   | 11   | —     | —     | —         | —         | —      | —      | 20    | 11    |
| Кёльн II             | Региональная лига «Запад»     | 2013/14          | 2    | 0    | —     | —     | —         | —         | —      | —      | 2     | 0     |
| Кёльн II             | Итого                         | Итого            | 39   | 21   | —     | —     | —         | —         | —      | —      | 39    | 21    |
| Кёльн                | 2-я Бундеслига                | 2012/13          | 15   | 1    | 2     | 0     | —         | —         | —      | —      | 17    | 1     |
| Кёльн                | 2-я Бундеслига                | 2013/14          | 8    | 1    | 0     | 0     | —         | —         | —      | —      | 8     | 1     |
| Кёльн                | Итого                         | Итого            | 23   | 2    | 2     | 0     | —         | —         | —      | —      | 25    | 2     |
| Арминия Билефельд    | 2-я Бундеслига                | 2013/14          | 14   | 4    | —     | —     | —         | —         | 2      | 1      | 16    | 5     |
| Гройтер Фюрт         | 2-я Бундеслига                | 2014/15          | 32   | 5    | 1     | 0     | —         | —         | —      | —      | 33    | 5     |
| Кайзерслаутерн       | 2-я Бундеслига                | 2015/16          | 30   | 7    | 2     | 0     | —         | —         | —      | —      | 32    | 7     |
| Кайзерслаутерн       | 2-я Бундеслига                | 2016/17          | 14   | 2    | 0     | 0     | —         | —         | —      | —      | 14    | 2     |
| Кайзерслаутерн       | 2-я Бундеслига                | 2017/18          | 1    | 0    | 0     | 0     | —         | —         | —      | —      | 1     | 0     |
| Кайзерслаутерн       | Итого                         | Итого            | 45   | 9    | 2     | 0     | —         | —         | —      | —      | 47    | 9     |
| Кайзерслаутерн II    | Оберлига Рейнланд-Пфальц/Саар | 2017/18          | 3    | 0    | —     | —     | —         | —         | —      | —      | 3     | 0     |
| Филадельфия Юнион    | MLS                           | 2018             | 0    | 0    | 0     | 0     | —         | —         | 0      | 0      | 0     | 0     |
| Филадельфия Юнион    | MLS                           | 2019             | 26   | 15   | 0     | 0     | —         | —         | 0      | 0      | 26    | 15    |
| Филадельфия Юнион    | MLS                           | 2020             | 23   | 8    | —     | —     | —         | —         | 4      | 0      | 27    | 8     |
| Филадельфия Юнион    | MLS                           | 2021             | 34   | 12   | —     | —     | 5         | 5         | 3      | 0      | 42    | 17    |
| Филадельфия Юнион    | Итого                         | Итого            | 83   | 35   | 0     | 0     | 5         | 5         | 7      | 0      | 95    | 40    |
| Бетлехем Стил        | USLC                          | 2019             | 2    | 3    | —     | —     | —         | —         | —      | —      | 2     | 3     |
| Чикаго Файр          | MLS                           | 2022             | 25   | 5    | 1     | 0     | —         | —         | —      | —      | 26    | 5     |
| Чикаго Файр          | MLS                           | 2023             | 25   | 4    | 3     | 2     | 3         | 0         | —      | —      | 31    | 6     |
| Чикаго Файр          | Итого                         | Итого            | 50   | 9    | 4     | 2     | 3         | 0         | —      | —      | 57    | 11    |
| Лугано               | Суперлига                     | 2023/24          | 3    | 1    | 1     | 0     | —         | —         | —      | —      | 4     | 1     |
| Лугано II            | Промоушен-лига                | 2023/24          | 1    | 0    | —     | —     | —         | —         | —      | —      | 1     | 0     |
| Всего за карьеру     | Всего за карьеру              | Всего за карьеру | 310  | 104  | 10    | 2     | 8         | 5         | 9      | 1      | 337   | 112   |

1. ↑  В графу «Континентальные турниры» входят игры и голы в Лиге чемпионов КОНКАКАФ и Кубке лиг.
2. ↑  В графу «Прочие» входят игры и голы в плей-офф на выбывание 2-й Бундеслиги, плей-офф Кубка MLS и плей-офф Турнира MLS is Back.